# Dina Titus

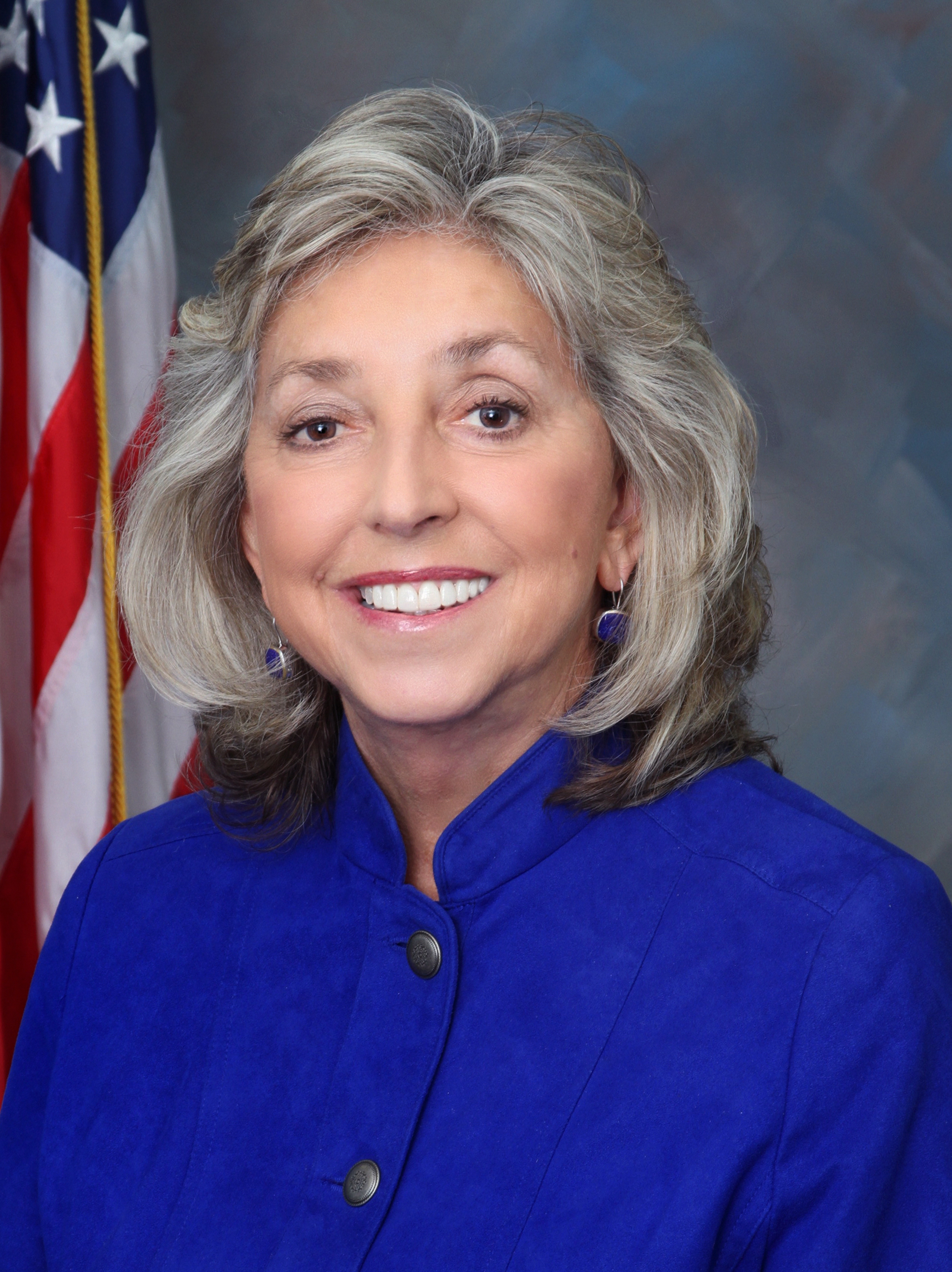
Dina Titus (2015)

Alice Constandina „Dina“ Titus (* 23. Mai 1950 in Thomasville, Thomas County, Georgia) ist eine US-amerikanische Politikerin der Demokratischen Partei. Sie repräsentiert den Bundesstaat Nevada im US-Repräsentantenhaus. Zwischen Januar 2009 und Januar 2011 vertrat sie den dritten Distrikt des Staats und seit Januar 2013 erneut, nunmehr für den ersten Distrikt.

## Familie, Ausbildung und Beruf
Sie besuchte die Tift County High School in Tifton. Titus studierte bis 1970 am College of William & Mary in Williamsburg politische Wissenschaften, dort erwarb sie einen Bachelor of Arts. Danach studierte sie bis 1973 an der University of Georgia in Athens und bis 1976 an der Florida State University in Tallahassee, wo sie einen Master of Arts und den Ph.D. erlangte. Nach ihrer Studienzeit lehrte sie das Fach Politische Wissenschaften an der North Texas State University und später bis 2011 an der University of Nevada in Las Vegas.
Dina Titus ist mit dem Historiker Thomas C. Wright verheiratet.

## Politische Laufbahn
Dina Titus wurde Mitglied der Demokratischen Partei. Zwischen 1989 und 2008 gehörte sie dem Senat von Nevada an. Seit 1993 leitete sie dort die Minderheitsfraktion der Demokraten. 2006 kandidierte sie erfolglos für das Amt des Gouverneurs von Nevada, wobei sie dem Republikaner Jim Gibbons unterlag. Bei der Wahl 2008 wurde sie mit 47 zu 42 Prozent der Wählerstimmen gegen den republikanischen Amtsinhaber Jon Porter in das US-Repräsentantenhaus gewählt. Dort vertrat sie ab 3. Januar 2009 den dritten Kongresswahlbezirk von Nevada. Sie war Mitglied in den Ausschüssen für Erziehung und Arbeit, Innere Sicherheit sowie Transport und Infrastruktur. Bei der Wahl 2010 wurde sie nicht bestätigt und schied daher am 3. Januar 2011 aus dem Kongress aus.
Durch den Zensus 2010 erhielt Nevada wegen überdurchschnittlichen Bevölkerungsgewinnen ein zusätzliches Abgeordnetenmandat im Repräsentantenhaus. Nach der Neueinteilung der Wahlkreise kandidierte Diana Titus 2012 für den Sitz des als stark demokratisch eingestuften ersten Kongresswahlbezirks. Die bisherige Abgeordnete, Shelley Berkley, bewarb sich 2012 für einen Senatsposten, unterlag jedoch. Sie gewann die demokratische Vorwahl, die eigentlich Herausforderung in dem demokratisch dominierten Wahlkreis, ohne Gegenkandidaten und die Hauptwahl mit 64 zu 32 Prozent der Wählerstimmen gegen den Republikaner Chris Edwards sowie zwei weitere Kandidaten und kehrte am 3. Januar 2013 in den Kongress zurück.
Sie konnte die Wahl zum Repräsentantenhaus der Vereinigten Staaten 2014 am 4. November mit 57 % gewinnen, die Vorwahl dominierte sie mit 86 %. Die Wahl 2016 konnte sie mit 62 Prozent noch deutlicher für sich entscheiden. Nachdem sie eine Kandidatur für den Senat der Vereinigten Staaten bei der Wahl 2018 erwogen hatte, verzichtete sie im September 2017 und kündigte an, sich auf ihre Wiederwahl 2018 zu konzentrieren. Durch ihren Verzicht stieg die Chance, dass die von der Parteiführung favorisierte Senatskandidatin Jacky Rosen sich ohne ernsthafte Vorwahlherausforderung auf den Hauptwahlkampf gegen den republikanischen Senator Dean Heller konzentrieren konnte. Rosen konnte die Wahl und damit den Senatssitz gewinnen. Sie selbst konnte ihre Sitz in der Vorwahl mit 78,7 %, und in der allgemeinen Wahl mit 66,2 %, verteidigen. 2020 siegte sie in der Vorwahl wieder sehr deutlich mit über 82 %. Die eigentliche Wahl konnte sie mit rund 62 % erneut gegen die Kandidatin der Republikanischen Partei, Joyce Bentley, sowie zwei weitere Kandidaten gewinnen.
Die Primary (Vorwahl) ihrer Partei für die Wahlen 2022 am 14. Juni konnte sie mit 82,4 % erneut klar gewinnen. Sie trat dadurch am 8. November 2022 gegen Mark Robertson von der Republikanischen Partei, sowie Ken Cavanaugh von der Libertarian Party an. Sie konnte die Wahl mit 50,7 % der Stimmen nur knapp für sich entscheiden, nachdem ihr Wahlkreis zugunsten der Republikaner neu zugeschnitten worden war. Bei der Kongresswahl 2024 hatte sie in der Vorwahl keine Herausforderer. In der Hauptwahl setzte sich Titus mit 52 % gegen den Republikaner Mark Robertson durch. Sie ist dadurch auch im Repräsentantenhaus des 119. Kongresses vertreten. Ihre aktuelle achte Legislaturperiode dauert noch bis zum 3. Januar 2027.

### Ausschüsse
Dina Titus ist aktuell Mitglied in folgenden Ausschüssen des Repräsentantenhauses:
- Committee on Foreign Affairs
  - Asia, the Pacific, Central Asia, and Nonproliferation
  - Europe, Energy, the Environment, and Cyber
- Committee on Homeland Security
  - Oversight, Management, and Accountability
  - Transportation and Maritime Security
- Committee on Transportation and Infrastructure
  - Aviation
  - Economic Development, Public Buildings, and Emergency Management (Vorsitz)
  - Railroads, Pipelines, and Hazardous Materials

Zuvor war sie auch Mitglied des Committee on Veterans’ Affairs. Zudem gehört sie innerparteilich dem House Democratic Steering and Policy Committee an, das für die Entwicklung politischer und personeller Vorschläge zuständig ist.

### Positionen
Titus setzt sich für die Belange von Immigranten ein. So hat sie im September 2017 einen Gesetzentwurf miteingebracht, der die persönlichen Daten von Personen, die als Kinder ungesetzlich in die Vereinigten Staaten eingewandert sind, vor dem Zugriff der Bundesbehörden schützen soll, um deren Abschiebung zu verhindern (siehe Deferred Action for Childhood Arrivals). Sie unterstützt auch andere gesellschaftspolitisch progressive Maßnahmen, insbesondere hat sie sich für die wegen ihrer Beratung und Durchführung von Schwangerschaftsabbruch umstrittene Organisation Planned Parenthood ausgesprochen, deren Finanzierung durch die Gesundheitsreformpläne der Republikaner bedroht ist.